# Овчаренко, Иван Иванович
Ива́н Ива́нович Овчаре́нко (укр. Іван Іванович Овчаренко)  (25 августа (7 сентября) 1914, село Александровка, Мариупольский уезд Екатеринославской губернии, Российская империя — 21 февраля 1973, Щёлково, Московская область, СССР) — советский военный деятель;
лётчик-ас истребительной авиации времён Великой Отечественной войны; военный лётчик 1 класса; генерал-майор авиации.

## Биография
Родился в многодетной семье служащего управления шахтой Ивана Емельяновича Овчаренко (1889—1959) и его жены Марьи Кузьминичны ур. Пузыны, (1893—1969). После окончания в 1933 году Донецкого горно-промышленного училища продолжил учёбу в химико-механическом техникуме в городе  Рубежное под Луганском. С получением среднего технического образования, в августе 1936 года Иван Овчаренко был призван на срочную службу в РККА. Вскоре получил направление в Ворошиловград, в 11-ю военную авиационную школу пилотов. Окончил её в 1938 году, был выпущен младшим лейтенантом ВВС в только что сформированный в Красногвардейске (Гатчине) 7-й истребительный авиационный полк (7-й ИАП, Ленинградский военный округ).
В сентябре 1939 года младший лётчик И. И. Овчаренко на истребителях И-16 и И-153 в составе 7-го ИАП участвовал сначала в кампании по присоединению восточных территорий Польши, а с ноября 1939 года — в Северной войне с Финляндией.

### Участие в Великой Отечественной войне
В 1941 году 7-й ИАП базировался на Карельском перешейке на бывшем финском аэродроме Майсниеми в районе посёлка Кирпичное. Незадолго до начала Великой Отечественной войны тридцать наиболее опытных лётчиков полка в составе трёх эскадрилий были переведены на аэродром Горелово близ Красного Села, Здесь лётчики, в числе которых оказался и младший лейтенант И. Овчаренко, осваивали истребитель МиГ-3.
Полк вступил в войну 22 июня 1941 года, и уже 4 июля в районе посёлка Сиверский командир звена первой эскадрильи «Мигов» младший лейтенант И. Овчаренко сбил свой первый Ме-110. Неделей позже, 12 июля у станции Уторгош, будучи ведомым в составе группы из четырёх истребителей, он был атакован двенадцатью мессершмиттами. В этом жестоком воздушном сражении противник потерял два самолёта Ме-109, тогда как все советские машины вернулись на свой аэродром.

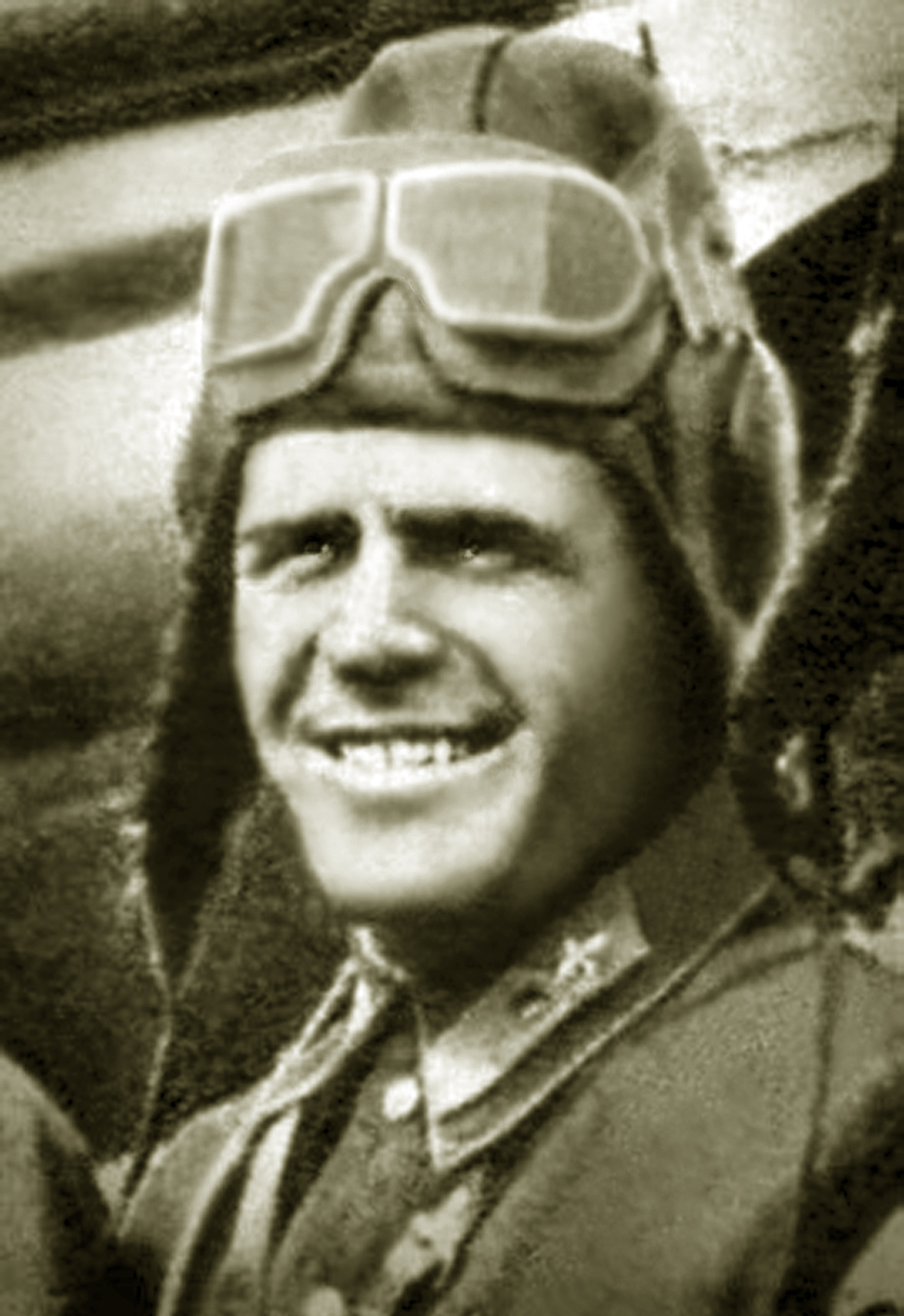
Лётчик-истребитель 7-го ИАП, младший лейтенант И. И. Овчаренко

Через месяц после начала войны, 25 июля 1941 года две эскадрильи «Мигов», всё ещё базировавшиеся на аэродроме в Горелово и действовавшие отдельно от своего полка, были оперативно переподчинены вновь сформированному там 428-му ИАП. Почти одновременно в составе этого полка они были передислоцированы под Красногвардейск на аэродром Сиворицы.
11 августа в неравном воздушном бою самолёт И. И. Овчаренко был повреждён. С трудом дотянув до своего прежнего аэродрома в Горелово, лётчик совершил вынужденную посадку. Тогда имя Ивана Ивановича даже попало в сводку потерь. Повреждение истребителя удалось быстро ликвидировать, но уже через два дня в бою над деревней Сумск его МиГ был подожжён. Из охваченного пламенем истребителя И. И. Овчаренко сумел выброситься на парашюте. С обширными, хотя и не глубокими ожогами он затем несколько дней лечился в Красногвардейском госпитале.
Вернувшись в часть, до февраля 1942 года лейтенант И. И. Овчаренко защищал небо осаждённого Ленинграда. За первые 7 месяцев войны он совершил 199 боевых вылетов, сбив четыре вражеских самолёта в составе группы и пять в личном бою.
К концу первой блокадной зимы И. И. Овчаренко был переведён на Калининский фронт заместителем командира эскадрильи недавно переформированного 157-го ИАП. Полк был укомплектован английскими истребителями «Харрикейн» и базировался в Старице, участвуя в непрерывных кровопролитных воздушных боях в районе Ржевско-Вяземского выступа. В небе под Ржевом лейтенант И. И. Овчаренко одержал ещё несколько воздушных побед. Помимо боевых, на первом поступившем в полк истребителе-разведчике Як-7Б, оборудованном экспериментальной фотоустановкой АФА-ИМ, он совершил 19 разведывательных вылетов в глубокий тыл противника, доставляя сведения, имевшие стратегическое значение.
Весной 1943 года 157-й ИАП был отведён в резерв, полностью перевооружён именными истребителями Як-7Б «Трудовые резервы» и с 6 мая вошёл в состав 16-й воздушной армии, действовавшей на Центральном фронте. В течение всей Курской битвы полк базировался на полевом аэродроме около села Красное в Белгородской области. С началом битвы (5 июля 1943 года) в жестоких воздушных боях 157-й ИАП понёс большие потери. После первых же боёв в полку осталось всего 14 самолётов. Старший лейтенант И. И. Овчаренко оказался среди тех, кто уцелел в этих схватках и пополнил список личных побед.
После победоносного завершения Курского сражения в октябре 1943 года капитан И. И. Овчаренко получил назначение штурманом в 347-й ИАП, действовавший в составе той же 16-й воздушной армии теперь уже Белорусского фронта. С этим полком И. И. Овчаренко на истребителе Як-9 участвовал в Гомельско-Речицкой наступательной операции. За отличия, в апреле 1944 года майор И. И. Овчаренко был назначен заместителем командира 347-й ИАП. В этой должности он в составе 6-й воздушной армии (1-й Белорусский фронт) он принял участие в Люблин-Брестской операции.

### Командир истребительной эскадрильи Авиагруппы особого назначения в Италии
Для оказания помощи Народно-освободительной армии Югославии (НОАЮ) и по договорённости с Национальным комитетом освобождения Югославии, постановлением ГКО от 17 июня 1944 года была создана Авиагруппа особого назначения (АГОН), которая подчинялась начальнику советской военной миссии в Югославии генерал-лейтенанту Н.В.Корнееву. Местом дислокации авиабазы и АГОН был определен аэродром Бари в Италии, на котором базировались и авиагруппы союзников. Советская эскадрилья из двенадцати транспортных самолётов Дуглас C-47 была размещена в Бари уже 15 июля. На её долю легла основная нагрузка по доставке грузов и людей на горные базы НОАЮ, а также вывоз раненых и больных.
Для прикрытия транспортных самолётов 25 августа 1944 года из Молдавии через Карпаты и линию фронта, преодолев 1300 км. в Бари перелетело ещё двенадцать самолётов из состава 347 ИАП. Это была эскадрилья дальних истребителей Як-9ДД под командованием майора И. И. Овчаренко.

В представлении к очередному награждению И. И. Овчаренко, подписанном командиром АГОН полковником В. И. Щелкуновым указано: 
Все задания по прикрытию выполнены отлично и без происшествий. Воздушных боёв вести не приходилось по причине слабой активности авиации противника. Продолжительность полётов для истребителей достигала 3-х часов 20 минут. При каждом полёте истребители проходили до 500 километров над морем и над горной местностью Югославии...Приказ от 9.11.1944 «О награждениях» С. 22-23

В том же представлении имеется следующая фраза: 
Сам тов. ОВЧАРЕНКО и все лётчики его эскадрильи отлично владеют техникой пилотирования на самолёте Як-9ДД, с честью поддерживают престиж и достоинство советской авиации на глазах английских, американских и итальянских лётчиков.

Смысл этих слов раскрывает цитата из книги А. М. Сергиенко: 
Задвинув фонарь кабины, Овчаренко запросил разрешения на взлет… Через пару минут сильный мотор поднял его на 2000 м. Несколько секунд горизонтального полета. Затем летчик положил машину в крутой разворот, описал полукруг, снова вывел в горизонтальный полет, потом «горкой» набрал еще тысячу метров. Теперь восходящая «бочка». «Як» вздрогнул и легко сделал оборот вокруг продольной оси. Летчик убрал газ, задрал нос машины, она, теряя скорость, перевернулась и, будто провалившись в бездну, перешла в крутой штопор. Виток, второй, третий. Все, кто был на аэродроме, затаили дыхание. После седьмого машина выровнялась, промчалась над головами завороженных людей и стремительно ушла в синеву.
Постепенно увеличивая угол подъема, летчик запрокинул «Як» колесами вверх, описал дугу и понесся вниз в отвесном пикировании. С каждой секундой самолет приближался к земле, увеличивался в размерах. «Як», словно стрела, летел по отвесной прямой, сокращая расстояние между собой и землей. Наконец эта прямая поломалась. Выписав безукоризненную кривую, самолет уже с выпущенными шасси оказался прямо у торца ВПП. Мягкая посадка на три точки — и раскованная машина, мягко урча мотором, порулила к стоянке.

Вскоре наши дежурные на командной вышке узнали от коллег-союзников, что в одной американской истребительной части была организована специальная тренировка на усвоение «русской посадки» на три точки с касанием у начала посадочной полосы. Это был не единственный случай подражания русскому стилю полетов.Сергиенко А. М. АГОН — авиационная группа особого назначения. -М., Андреевский флаг, 1999.
После освобождения Белграда советская база и АГОН передислоцировались поближе к Югославской столице на аэродром Земун. Совершив за эти месяцы более 150 боевых вылетов эскадрилья истребителей вернулась в СССР в декабре 1944 года, а транспортная продолжала работать до конца войны.
Интересная деталь. Модификации Як-9, на котором летала эскадрилья АГОН — истребитель дальнего действия Як-9ДД — отличались от базовой модели наличием дополнительных баков для горючего, но, главным образом, навигационным и радиотехническим оборудованием. По этой причине ключевым разработчиком Як-9ДД, а также его предшественника Як-9Д оказался заместитель главного конструктора ОКБ Яковлева по оборудованию, будущий свёкор младшей дочери И. И. Овчаренко — Борис Львович Кербер.

### Окончание войны и дальнейшая служба
В последние месяцы войны И. И. Овчаренко занимал должность заместителя командира и одновременно лётчика-инструктора по технике пилотирования и теории полёта 659-го ИАП. В составе 17-й воздушной армии полк действовал в полосе наступления 3-го Украинского фронта. На этом этапе И. И. Овчаренко принял участие в Варшавской, Будапештской, Балатонской и Венской наступательных операциях.
Всего за годы Великой Отечественной войны майор И. И. Овчаренко одержал 27 воздушных побед. 13 самолётов противника были сбиты им лично и 14 в составе группы.

##### Список подтверждённых воздушных побед майора И. И. Овчаренко
| дата                                  | число побед         | самолёт противника                           | тип победы             | географическая привязка                        | истребитель         |
| Ленинградский фронт                   | Ленинградский фронт | Ленинградский фронт                          | Ленинградский фронт    | Ленинградский фронт                            | Ленинградский фронт |
| ------------------------------------- | ------------------- | -------------------------------------------- | ---------------------- | ---------------------------------------------- | ------------------- |
| 04.07.1941                            | 1                   | Ме-110 (истребитель)                         | личная                 | пос. Сиверский                                 | МиГ-3               |
| 12.07.1941                            | 2                   | Ме-109 (истребитель)                         | в группе из 4-х истр.  | ст. Уторгош                                    | МиГ-3               |
| 20.07.1941                            | 1                   | Ю-88 (бомбардировщик) по др. данным — Ме-110 | личная                 | озеро Чёрное (Лужский район)                   | МиГ-3               |
| 05.09.1941                            | 1                   | До-215 (бомбардировщик)                      | личная                 | юго-восточнее г. Колпино                       | МиГ-3               |
| 07.09.1941                            | 1                   | Ме-109                                       | личная                 | юго-восточнее пос. Волосово                    | МиГ-3               |
| 16.09.1941                            | 1                   | Хе-111 (бомбардировщик)                      | личная                 | юго-восточнее ст. Саблино                      | МиГ-3               |
| до февраля 1942                       | 2                   | без указания                                 | в группе               | Без уточнения места                            | МиГ-3               |
| Калининский фронт (Ржевская операция) |                     |                                              |                        |                                                |                     |
| 04.03.1942                            | 1                   | Хш-126 (разведчик)                           | в паре                 | юго-восточнее г. Велиж                         | "Харрикейн", Як-7   |
| 07.03.1942                            | 1                   | Ю-88                                         | в группе из 6-ти истр. | северо-западнее г. Холм                        | "Харрикейн", Як-7   |
| 07.03.1942                            | 1                   | До-215                                       | в группе из 6-ти истр. | северо-западнее г. Холм                        | "Харрикейн", Як-7   |
| 07.03.1942                            | 2                   | Ю-88                                         | в группе из 5-ти истр. | западнее г. Холм                               | "Харрикейн", Як-7   |
| 07.03.1942                            | 1                   | Хш-126                                       | в группе из 5-ти истр. | Тёмный Бор                                     | "Харрикейн", Як-7   |
| 23.03.1942                            | 1                   | Ю-88                                         | личная                 | пос. Верховье                                  | "Харрикейн", Як-7   |
| 24.03.1942                            | 1                   | Ме-110                                       | личная                 | район Демянска                                 | "Харрикейн", Як-7   |
| 08.07.1942                            | 1                   | Ю-88                                         | в группе из 8-ми истр. | северо-восточнее г. Красный Холм               | "Харрикейн", Як-7   |
| 08.07.1942                            | 1                   | Ю-88                                         | в группе из 8-ми истр. | севернее пос. Нестерово                        | "Харрикейн", Як-7   |
| 12.08.1942                            | 1                   | Хш-126                                       | личная                 | Ржев                                           | "Харрикейн", Як-7   |
| 12.08.1942                            | 1                   | Ю-88                                         | в группе из 6-ти истр. | Ржев                                           | "Харрикейн", Як-7   |
| 13.08.1942                            | 1                   | Ме-110                                       | личная                 | севернее Ржева                                 | "Харрикейн", Як-7   |
| 14.08.1942                            | 1                   | Ме-109                                       | личная                 | Ржев                                           | "Харрикейн", Як-7   |
| 15.08.1942                            | 1                   | Ю-88                                         | в паре                 | северо-восточнее Ржева                         | "Харрикейн", Як-7   |
| Центральный фронт (Курская битва)     |                     |                                              |                        |                                                |                     |
| 19.08.1943                            | 1                   | ФВ-190 (истребитель)                         | личная                 | южнее пос. Доброводье (Брянская область)       | Як-7Б               |
| 22.09.1943                            | 1                   | Ме-110                                       | личная                 | северо-западнее Тупичев (Черниговская область) | Як-7Б               |
| 1-й Белорусский фронт                 |                     |                                              |                        |                                                |                     |
| 20.07.1944                            | 1                   | ФВ-190                                       | личная                 | село Седлище                                   | Як-9                |
| ВСЕГО ПОБЕД:                          | 27                  | ИЗ НИХ ЛИЧНЫХ:                               | 13                     |                                                |                     |

По данным исследования М. Ю. Быкова, количество подтверждённых воздушных побед И. И. Овчаренко несколько меньше — 10 личных и 10 групповых.
В апреле 1945 года И. И. Овчаренко получил назначение на должность инструктора Высшей офицерской школы воздушного боя ВВС РККА, которая базировалась на подмосковном аэродроме в Люберцах. Школу возглавлял Герой Советского Союза, полковник А. П. Жуков, под руководством которого с 1943 года в течение двух месяцев здесь проходили переподготовку фронтовые лётчики истребительной авиации. Их обучали управлению новыми моделями самолётов, знакомили с самолётами противника и союзников. Сразу после окончания войны, в июне 1945 года майор И. И. Овчаренко был назначен командиром авиационного полка при Школе воздушного боя.

Участники первых воздушных парадов на реактивных истребителях, пролетевшие над Красной площадью 1 мая 1947 года и 7 ноября 1948 года. И. И. Овчаренко в фуражке во 2-м ряду, справа. Архив А. И. Кузьминского

В апреле 1947 года И. И. Овчаренко занял должность заместителя начальника и старшего лётчика-инспектора Центра по переучиванию лётно-технического состава по программе боевого применения реактивных самолётов, организованного на базе 2-го запасного истребительного авиационного полка (2-й ЗИАП). Базировался центр на аэродроме Сейма в Горьковской области (Московского военного округа). И. И. Овчаренко оказался в двадцатке лётчиков-истребителей — пионеров освоения полётов на первом советском турбореактивном истребителе МиГ-9 и участников знаменитых воздушных парадов тех лет. Годом позже, в июле 1948 года И. И. Овчаренко стал командиром 2-го ЗИАП, сменив в этой должности подполковника П. С. Акуленко.
После окончания Курса командиров авиаполков при Высшей лётно-тактической школе ВВС в Липецке, куда он был зачислен в январе 1950 года, полковник И. И. Овчаренко уже в декабре вступил в командование 107-й истребительной авиационной дивизии. В составе трёх истребительных полков дивизия входила сначала в 26-ю, а с сентября 1952 года в 22-ю воздушную армию и базировалась на двух аэродромах Кольского полуострова — Североморск-2 и Североморск-3. Отличалась она тем, что находилась в непосредственном соприкосновении с армией НАТО, что накладывало дополнительные требования к её боеготовности. Находясь в этой должности, И. И. Овчаренко в августе 1953 года узнал о присвоении ему воинского звания "генерал-майор авиации".
С января 1955 года по октябрь 1956 года И. И. Овчаренко прослушал курс военных наук на военно-морском факультете Военной академии им. К. Е. Ворошилова. С окончанием академии, с декабря 1956 года он возглавил авиацию Северного флота, заняв должность командующего 12-й Авиационной группы ВВС Северного Флота (бывшая Авиация Беломорской военной флотилии (ВВС БелВФ)).
В апреле 1959 года распоряжением Главнокомандующего ВВС, Главного маршала авиации К. А. Вершинина генерал-майор И. И. Овчаренко был назначен начальником 3-го управления Государственного научно-испытательного Краснознаменного института имени В. П. Чкалова (ГНИКИ ВВС, позже ГЛИЦ МО СССР) в Щёлково. В задачу 3-го Управления входило испытание новой авиационной техники для морской авиации:  гидросамолётов и самолётов-амфибий, торпедоносцев и морских разведчиков, противолодочных и патрульных авиационных комплексов, корабельных вертолётов, самолётов трамплинного, вертикального взлёта и посадки, поисково-спасательных авиационных комплексов, средств эвакуации, спасения и десантирования и т. д.. Аэродром базирования Управления находился на мысе Чауда близ Феодосии. 3-е Управление ГНИКИ ВВС И. И. Овчаренко возглавлял до 1969 года, кода передав руководство генерал-майору А. В. Преснякову, вышел в отставку и поселился в подмосковном Щёлково.
Иван Иванович Овчаренко скончался 21 февраля 1973 года и был похоронен на Монинском мемориальном военном кладбище в Щёлковском районе Московской области.

## Семья
- жена: Пиама Антоновна (ур. Кроливец) (1915 — 1986) — медицинский работник;

- дочь: Лариса Ивановна Антохина (1938 — 2015) — медицинский работник (медицинская сестра, операционная сестра, старшая медицинская сестра) в больницах городов по месту службы мужа — лётчика бомбардировочной авиации Владимира Андреевича Антохина;
- дочь: Виктория Ивановна Кербер (р. 16.07.1941, Донецк) — Выпускница МАИ 1964 года. Работала в НПО автоматики и приборостроения, где прошла путь от инженера до начальника лаборатории. В студенческие годы награждена медалью «За освоение целинных и залежных земель». Муж — Алексей Борисович Кербер (р. 1941) — заместитель Главного конструктора по оборудованию ИЦ ОКБ им. А.И. Микояна;

- сестра: Александра Ивановна (1917 — ?);
- брат: Михаил Иванович (1920 — 2006) — офицер, участник Великой Отечественной войну (находился в плену, участник лагерного подпольного движения), позже — шахтёр;
- сестра: Софья Ивановна (1923 — ?) — учитель русского языка и литературы;
- брат: Виктор Иванович (1924 — 2011) — военнослужащий, кандидат военных наук;
- сестра: Любовь  Ивановна (1927 — 1971) — учитель начальных классов;
- брат: Василий Иванович (1931 — 2002) — инженер-строитель;
- сестра: Нина Ивановна (1933 — 2016) — учитель математики, зав.уч, директор средней школы.

## Награды
| - Орден Красной Звезды (20.12.1941); - Орден Красного Знамени (28.05.1942); - Орден Красного Знамени (09.11.1944); - Орден Красной Звезды (1947); - Орден Красного Знамени (1947); - Орден Красной Звезды (1953); - Орден Красного Знамени (1956); - Орден Партизанской звезды первой степени (Югославия) | - Медаль «За оборону Ленинграда» - Медаль «За боевые заслуги» - Медаль «За освобождение Варшавы» - Медаль «За взятие Будапешта» - Медаль «За взятие Вены» - Медаль «За победу над Германией в Великой Отечественной войне 1941—1945 гг.» - Юбилейная медаль «30 лет Советской Армии и Флота» - Юбилейная медаль «40 лет Вооружённых Сил СССР» - Юбилейная медаль «50 лет Вооружённых Сил СССР» - Медаль «В ознаменование 100-летия со дня рождения Владимира Ильича Ленина» - Юбилейная медаль «Двадцать лет Победы в Великой Отечественной войне 1941—1945 гг.» - Медаль «В память 250-летия Ленинграда» - Знак «25 лет победы в Великой Отечественной войне» |

В соответствии с Положением, по совокупности одержанных побед И. И. Овчаренко подлежал представлению к высшая награде СССР — званию «Героя Советского Союза». Вероятно, в связи с тем, что его родной брат лейтенант Михаил Иванович Овчаренко (1920 г. р.) находился в лагере для военнопленных в Норвегии это награждение не состоялось.